# Tabanus leucomelas
Tabanus leucomelas är en tvåvingeart som beskrevs av Walker 1848. Tabanus leucomelas ingår i släktet Tabanus och familjen bromsar. Inga underarter finns listade i Catalogue of Life.